# Zatoczka
ZATOCZKA — белорусская ска-панк группа из Могилёва, получившая известность благодаря скандальным трекам «Шэрыя», «Хуліганы» и «Бацька гуляе у Хакей».
Помимо европейских фестивалей и клубных шоу, группа выступала в американском посольстве, студии Нашего радио, на фестивале Be Free, презентации телеканала A-One, а в 2012 году стали единственной белорусской андеграундной командой, отыгравшей на открытии Чемпионата Европы по футболу в Гданьске.

## Дискография
- 2009 Word Up! (Korn cover)
- 2009 «Zatoczka» (БМАgroup)
- 2015 сингл «#вяртаеммову»
- 2016 Zatoczka — Каханьне
- 2018 Zatoczka — Банда
- Заточка — «Могила City» (2020)

### Участие в сборниках
- «НезалежныЯ[бел.]» (2008), трек «Пра футбол»
- «Наша альтэрнатыва[тарашк.]» (2009), трек «Заточка»
- «Дзень студэнта[тарашк.]» (2009), трек «Word Up!»